# 蒂亚斯
蒂亚斯（西班牙語：Tías），是西班牙加那利群岛拉斯帕尔马斯省的一个市镇，位于兰萨罗特岛的中南部。总面积65平方公里，总人口20006人（2018年），人口密度310人/平方公里。